# Font cibernètica de Can Fabra
La font cibernètica de Can Fabra es troba a la plaça homònima del barri de Sant Andreu de Palomar de Barcelona, entre els carrers del Segre i de Sant Adrià del Besòs.

## Història i descripció

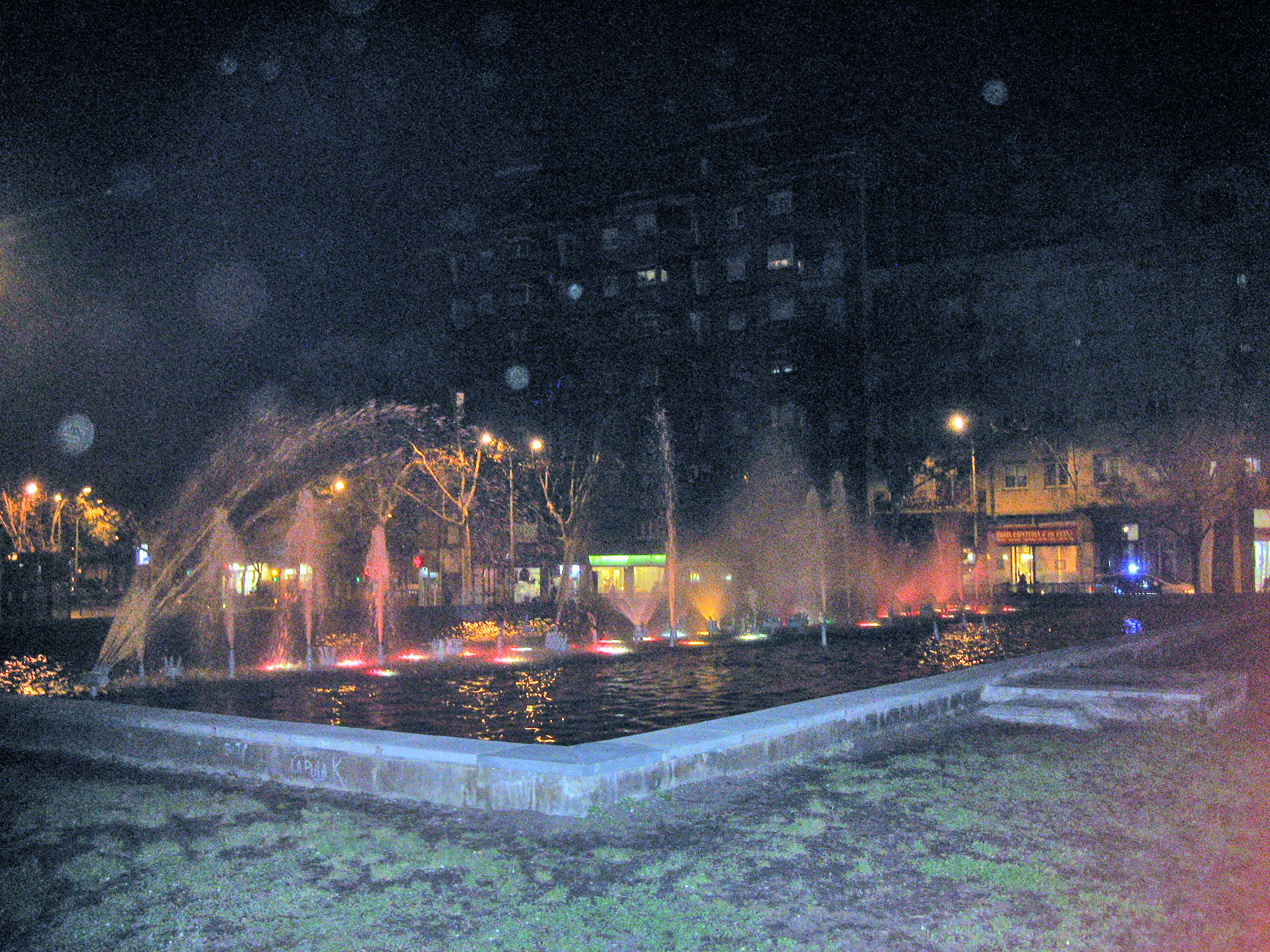
La font en funcionament a la nit

El 1989, l'antic Vapor del Rec va ser adquirit per l'Ajuntament de Barcelona, que enderrocà totes les naus menys la principal.
La font, obra de l'arquitecte Ramon Llopart i Ricart, va ser inaugurada el 29 d'abril del 1995 juntament amb la plaça i un aparcament soterrat.
Està dotada de sortidors parabòlics i verticals i polvorització amb jocs d'aigua. La incorporació de la música a l'espectacle d'aigua i llums en moviment representa una mostra dels avenços tecnològics d'un espai recuperat del passat. Un programa informàtic tradueix les notes musicals en raigs d'aigua d'intensitat i direccions diverses, que posteriorment són corregides per un coreògraf.